# Parcelbroen
Parcelbroen i København var oprindelig en bro over Ladegårdsåen. Efter at åen var blevet tildækket og havde givet plads for anlægget af Åboulevard, var der ikke længere nogen bro på stedet. Ikke desto mindre levede navnet Parcelbroen videre som uofficiel betegnelse for det gadekryds hvor Griffenfeldsgade/H.C. Ørsteds Vej krydser Åboulevard. Efter 1900 synes navnet at være gået i glemme, dog hedder den i krydset Rantzausgade/Griffentfeldtsgade beliggende bager "Parcelkonditoriet" (2004),
|  | Denne artikel om en bygning eller et bygningsværk kan blive bedre, hvis der indsættes et (bedre) billede. Du kan hjælpe ved at afsøge Wikimedia Commons for et passende billede eller lægge et op på Wikimedia Commons med en af de tilladte licenser og indsætte det i artiklen. |

55°41′06″N 12°33′06.1″Ø / 55.68500°N 12.551694°Ø